# 新宮列車区
新宮列車区（しんぐうれっしゃく）は、和歌山県新宮市にある西日本旅客鉄道（JR西日本）にある運転士・車掌が所属する組織である。

## 乗務範囲
- 紀勢本線(きのくに線)：新宮駅 - 紀伊田辺駅間
- 特急「南紀」：新宮駅 - 紀伊勝浦駅間
- 車掌は、特急「くろしお」の新宮駅 - 新大阪駅間も乗務する。

## 歴史
- 平成22年6月1日：新宮鉄道部廃止と支社直轄に伴い新設[要出典]

| スタブアイコン | サブスタブ | この項目は、まだ閲覧者の調べものの参照としては役立たない、鉄道に関連した書きかけの項目です。この項目を加筆・訂正などしてくださる協力者を求めています（P:鉄道/PJ:鉄道）。 |